# Eduard Rohde
Eduard Rohde (* 25. September 1828 in Halle; † 25. März 1883 in Berlin) war ein deutscher Komponist und Organist.

## Leben
Eduard Rohde war ein Schüler von August Gottfried Ritter. Er war ein singender Lehrer und ein königlicher Musikdirektor in Berlin. Er komponierte Klavierstücke, Motetten, Part-Songs, Instrumental- und Vokalwerke. Er starb im Alter von 54 Jahren. Zu seinen Schülern gehörte der amerikanische Komponist und Organist Arthur Bird. Sein Sohn Eduard Rohde junior (1856–1900) wirkte ebenfalls als Organist und Komponist.

## Werke (Auswahl)
- Tanz der Libellen
- Marionetten
- Album Leaf
- Schmetterling, op. 36 Nr. 8
- 6 Tonaufbau, Op. 50
- Fliegende Blätter, Op. 36
- Fuge in e-Moll
- Elfenreigen, Op. 111
- Zwiegesang, Op. 146 Nr. 2